# Mary Jeanne Kreek
Mary Jeanne Kreek (Washington, D.C., 9 febbraio 1937 – New York, 27 marzo 2021) è stata una neuroscienziata statunitense specializzata nello studio e nel trattamento della tossicodipendenza. È meglio conosciuta per il suo lavoro con Vincent Dole e sua moglie, Marie Nyswander, nello sviluppo di un trattamento per la dipendenza da eroina: il metadone.

## Biografia
Kreek nacque nel febbraio 1937 a Washington, D.C. dove suo padre, Louis Francis Kreek, era un esaminatore capo e faceva parte del consiglio di amministrazione dell'Ufficio brevetti e marchi degli Stati Uniti, e si laureò in chimica presso il Wellesley College nel 1958. Nel 1962 conseguì la laurea in medicina presso il Columbia University College of Physicians and Surgeons.

## Carriera
Con una borsa di studio Kreek si specializzò in gastroenterologia presso il New York Hospital-Cornell Medical Center e insegnò medicina al Cornell Medical College.
Nel 2000, Kreek venne nominata Fellow della New York Academy of Sciences e nel 2004 ricevette una medaglia d'oro Alumni dal Columbia University College of Physicians and Surgeons per "l'eccellenza in medicina".  Nel 2014, Kreek fu insignita di un Lifetime Achievement Award dal National Institute on Drug Abuse.
A partire da novembre 2015, fu un medico curante senior e capo del Laboratorio di Biologia delle Malattie da Dipendenza presso la Rockefeller University.
Dal 1979 al 2015 è stato visiting professor presso la St. George's University di Grenada, nelle Indie occidentali, nonché membro del consiglio di amministrazione dell'istituto di ricerca con sede nel campus, la Windward Islands Research and Education Foundation (WINDREF).
Morì il 27 marzo 2021, a New York, all'età di 84 anni.

## Vita privata
Il 24 gennaio 1970 sposò il dottor Robert A. Schaefer, morto nel 2018. Ebbero due figli: Esperance Schaefer e Robert Schaefer.

## Premi e riconoscimenti
- 1996 - Betty Ford Award
- 1998 - Premio di Riconoscimento Specifico per la Ricerca nella Scienza delle Dipendenze dall'Ufficio Esecutivo del Presidente
- 1999 - R. Brinkley Smithers Distinguished Scientist Award
- 1999 - Nathan B. Eddy Memorial Award
- 2000 - Dottorato honoris causa dall'Università di Uppsala
- 2007 - Dottorato honoris causa dall'Università di Tel Aviv
- 2010 - Dottorato honoris causa dall'Università di Bologna
- 2012 - Wellesley College Alumnae Achievement Award
- 2014 -  Lifetime Science Award dal National Institute on Drug Abuse presso il National Institutes of Health.

È stata membro della New York Academy of Sciences e membro onorario dell'American College of Psychiatrists. È stata presidente del consiglio di amministrazione del College on Problems of Drug Dependence e, fino al momento della morte, ha fatto parte del consiglio di amministrazione della Windward Islands Research and Education Foundation (WINDREF).